# Anapleus stigmaticus
Anapleus stigmaticus är en skalbaggsart som först beskrevs av Schmidt 1892.  Anapleus stigmaticus ingår i släktet Anapleus och familjen stumpbaggar. Inga underarter finns listade i Catalogue of Life.